# Antarctica
Ако сте тражили континент, погледајте Антарктик.
Antarctica је саундтрек албум грчког композитора Вангелиса објављен 1983. године. Антарктика је саундтрек за јапански филм Nankyoku Monogatari. Дуги низ година овај албум је био доступан само у Јапану, док није 1988. Полидор коначно одлучио да пусти албум у продају широм света.
На сајту Allmusic албум је оцењен са оценом 3,5 од могућих 5.

## Списак песама
Све нумере компоновао је Вангелис.
1. „Theme from Antarctica“ 7:29
2. „Antarctic Echoes“ 5:58
3. „Kinematic“ 3:50
4. „Song of White“ 5:17
5. „Life of Antarctica“ 5:59
6. „Memory of Antarctica“ 5:30
7. „Other Side of Antarctica“ 6:56
8. „Deliverance“ 4:30